# Palparellus astutus
Palparellus astutus är en insektsart som först beskrevs av Walker 1853.  Palparellus astutus ingår i släktet Palparellus och familjen myrlejonsländor. Inga underarter finns listade i Catalogue of Life.